# Karmageddon
Karmageddon — четвертий студійний альбом російського та іспанського хіп-хоп-виконавця kizaru, випущений 16 серпня 2019 року на лейблах Haunted Family та Sony. Єдиний сингл з альбому «Money Long» вийшов 6 травня 2019 року і досяг 3 позицій у світовому чарті Genius.На альбомі присутні два спільні треки з американськими реперами Smokepurpp та Black Kray.

## Список композицій
| #   | Назва                               | Тривалість |
| --- | ----------------------------------- | ---------- |
| 1.  | «Дежавю»                            | 2:53       |
| 2.  | «Top Dog»                           | 2:19       |
| 3.  | «Водопад»                           | 2:55       |
| 4.  | «Держу район»                       | 3:45       |
| 5.  | «Все что угодно»                    | 2:22       |
| 6.  | «MONEY LONG»                        | 2:14       |
| 7.  | «Deep End» (спільно з Smokepurpp)   | 4:32       |
| 8.  | «Сим салабим»                       | 3:28       |
| 9.  | «Smooth Operator»                   | 2:17       |
| 10. | «Психопат-лунатик»                  | 2:56       |
| 11. | «Я сделал это»                      | 3:01       |
| 12. | «Еще одна ночь»                     | 2:53       |
| 13. | «Cinderella» (спільно з Black Kray) | 3:38       |
| 14. | «На мне детка»                      | 3:12       |
| 15. | «Исповедь»                          | 3:16       |

## Чарти
| Чарти (2019)        | Найвища позиція |
| ------------------- | --------------- |
| Росія (Apple Music) | 1               |
| GooglePlay          | 3               |

| Чарти (2019)        | Пісня    | Найвища позиція |
| ------------------- | -------- | --------------- |
| Росія (Apple Music) | Дежавю   | 4               |
| ВКонтакте           | Дежавю   | 5               |
| ВКонтакте           | Deep End | 20              |